# 세진중공업
주식회사 세진중공업 (SEJIN HEAVY IND.Co.,Ltd.)은 1999년 선원들의 주거공간으로 쓰이는 Deck House와 LPG 운반선에 탑재되는 LPG 탱크를 주로 생산하는 대한민국 조선기자재 기업이다. 

## 연혁
- 1999년 9월 (주)세진중공업 법인 설립
- 2000년 8월 학남공장 설립(부지 : 21,544.80㎡)
- 2000년 9월 ISO9001 인증획득
- 2002년 8월 산암공장 설립(부지 : 13,429.75㎡)
- 2002년 11월 제39회 무역의 날 2,000만불 수출탑 및 은탑산업훈장 수상
- 2004년 4월 현대미포조선 Deck House, Engine & Funnel 출하
- 2005년 10월 원산공장(현재 본사) 설립(2011년 부지 : 587.638.70㎡)
- 2005년 10월 현대중공업 LPG Cargo Tank 초도출하
- 2005년 5월 STX Upper Deck Unit 초도출하
- 2005년 11월 제43회 무역의 날 1억불 수출탑 및 석탑산업훈장 수상
- 2006년 12월 본관/복지후생관 준공 및 본사 이전
- 2009년 1월현대중공업그룹 우수 협력사 선정 및 공로패 수여
- 2009년 5월 STX Ring Block 석유화학운반선 및 콘테이너선 초도출하

- 2009년 7월 Goliath Crane 450 ton 완공
- 2009년 9월 DSME 14,000 teu 콘테이너선 Engine Room 초도출하
- 2010년 1월 OHSAS 18001 인증획득
- 2010년 4월 AJQS 인증 획득
- 2010년 9월Best HRD 인적자원 개발 우수기관 인증

- 2012년 4월 HHI Dockwise,Gorgon PJT수주
- 2012년 8월 인도 PIPAVAV조선소 Deck House 거주구 출하
- 2012년 11월 해외법인 세진베트남 법인 설립
- 2012년 12월 제49회 무역의날 2억불 수출탑 수상
- 2013년 5월 HMD PSV 특수선 Ring Block 출하
- 2013년 10월 한국산업인력공단 주관 체계적현장훈련지원사업 수행
- 2014년 4월 HHI Diamond Offshore Semi-submergible Drilling Rig, Living Quarter 수주
- 2014년 9월 HHI Diamond Offshore Semi-submergible Drilling Rig, Burner Boom 수주
- 2014년 12월 HHI HESS Bergading CPP Project Living Quarter 수주
- 2015년 1월 HHI Living Quarter 초도출하
- 2015년 9월 미국 Vigor社 암모니아 탱크 수주
- 2015년 11월 코스피 유가증권시장 상장
- 2016년 3월 미국 Vigor社 암모니아 탱크 초도출하
- 2016년 8월 한진중공업 LPG Tank 초도출하
- 2017년 5월 HMD Nickel 5% LEG Cargo Tank 수주
- 2017년 6월 ISO 14001인증
- 2017년 7월 브라질 E.A.S 조선소 Deck House 수주
- 2018년 2월 브라질 E.A.S 조선소 Deck House 초도출하
- 2018년 8월 HMD Nickel 5% LEG Cargo Tank 초도출하
- 2019년 3월 GS Caltax PAR Module 수주
- 2019년 12월 HMD Nickel 9% LNG Cargo Tank 수주
- 2020년 2월 HHI Nickel 9% 12K LNG FUEL Tank 수주
- 2020년 3월 GS Caltax PAR Module 출하
- 2020년 7월 부유식 해상풍력 발전사업 관련 업무협약 체결 (한국석유공사)
- 2021년 7월 HHI Nickel 9% 12K LNG FUEL Tank 출하
- 2022년 03월 부유식 해상풍력발전 사업 상생 업무협약 체결 (울산시, 베스타스 등)